# 赵保原

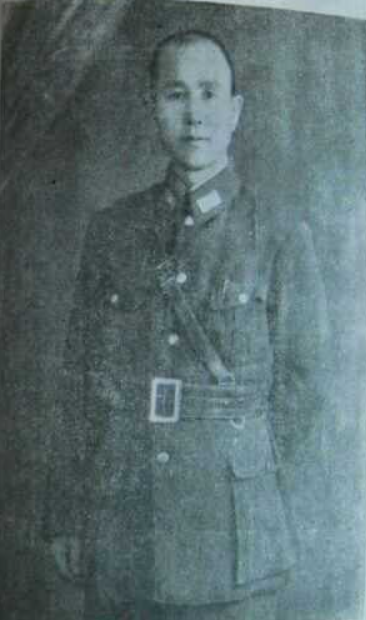

赵保原（1904年—1946年6月×），男，山东蓬莱人，中华民国政治人物。

## 生平
赵保原于1904年出生于山东登州蓬莱。17岁入东北吉林军官讲习所，后加入东北军，于1931年后加入伪满洲国。1938年前往胶东地区，加入日本裔马匪张宗援带领的山东自治军任旅长。后于1938年11月在昌邑投靠重庆国民政府，此后曾短暂配合国军、八路军抗日。1939年2月26日（旧历正月初六）夜，厉文礼发动鲁东行辕事件，处死了鲁东行辕主任卢斌、秘书处长苟孟龙等12人。李先良保荐赵保原为山东省第十三区行政督察专员兼保安司令，辖莱阳、平度、即墨、昌邑、掖县5县；赵同时还兼任莱阳县长。并被推举为鲁东军事游击总指挥。

1941年春，鲁苏战区总司令于学忠进驻山东境内，赵保原就利用蓬莱同乡关系，协助第五十一军在胶东改编游杂部队，补充兵员，因而深得于的欢心，扩编赵部为陆军暂编第12师，以赵保元为师长。同年开始勾结日军与八路军为敌，并屡次配合日军扫荡抗日根据地，杀害抗日军民。1944年2月，赵保原兼任山东省第二办事处主任，5月任山东挺进军暂编十二师师长兼任鲁东军区司令。1945年，八路军发动攻势从赵手中夺取莱阳，赵保原撤退至即墨、胶县、高密一带。1946年5月赵保原杀害作为军调部中共代表的八路军干部辛冠吾。
1946年6月8日赵保原在胶县战役中被八路军击溃后自戕。死后国民党方面追赠其为中将。